# Smittia vesparum
Smittia vesparum är en tvåvingeart som beskrevs av Maurice Emile Marie Goetghebuer 1921. Smittia vesparum ingår i släktet Smittia och familjen fjädermyggor. Inga underarter finns listade i Catalogue of Life.